# Irreligió

La irreligió és en l'actualitat la quarta "creença" al món amb l'11,92% de la població global (al gràfic, el segment color taronja).

La irreligió és el fet de no practicar o seguir una religió. Això no implica necessàriament que l'irreligiós no cregui en un o més déus: en moltes ocasions es tracta d'un teista no practicant (privat) en lloc d'un ateu o agnòstic.
Encara que les persones classificades com irreligioses, normalment no segueixen cap religió, no totes són necessàriament oposades a la creença en el sobrenatural o en deïtats. En particular, les que s'associen amb la religió organitzada qualitats negatives, però encara mantenen creences en esperits o altres coses sense demostració científica, potser es descriuen a si mateixes com irreligioses. A més, persisteix la polèmica sobre si determinades doctrines ètiques tradicionalment associades a creences no teistes però irracionals i acientífiques (com el budisme, el taoisme i el confucianisme) són religions o no ho són.